# ابانكاي
ابانكاي (بالإنجليزية: Abancay)‏ هي مدينة، تتبع إقليم أبوريماك، هي عاصمة إقليم أبوريماك، وAbancay province ‏، وAbancay District ‏، بلغ عدد سكانها 51462 نسمة.

## أعلام
- ايدوين ريتاموسو